# Röbäcksslätten

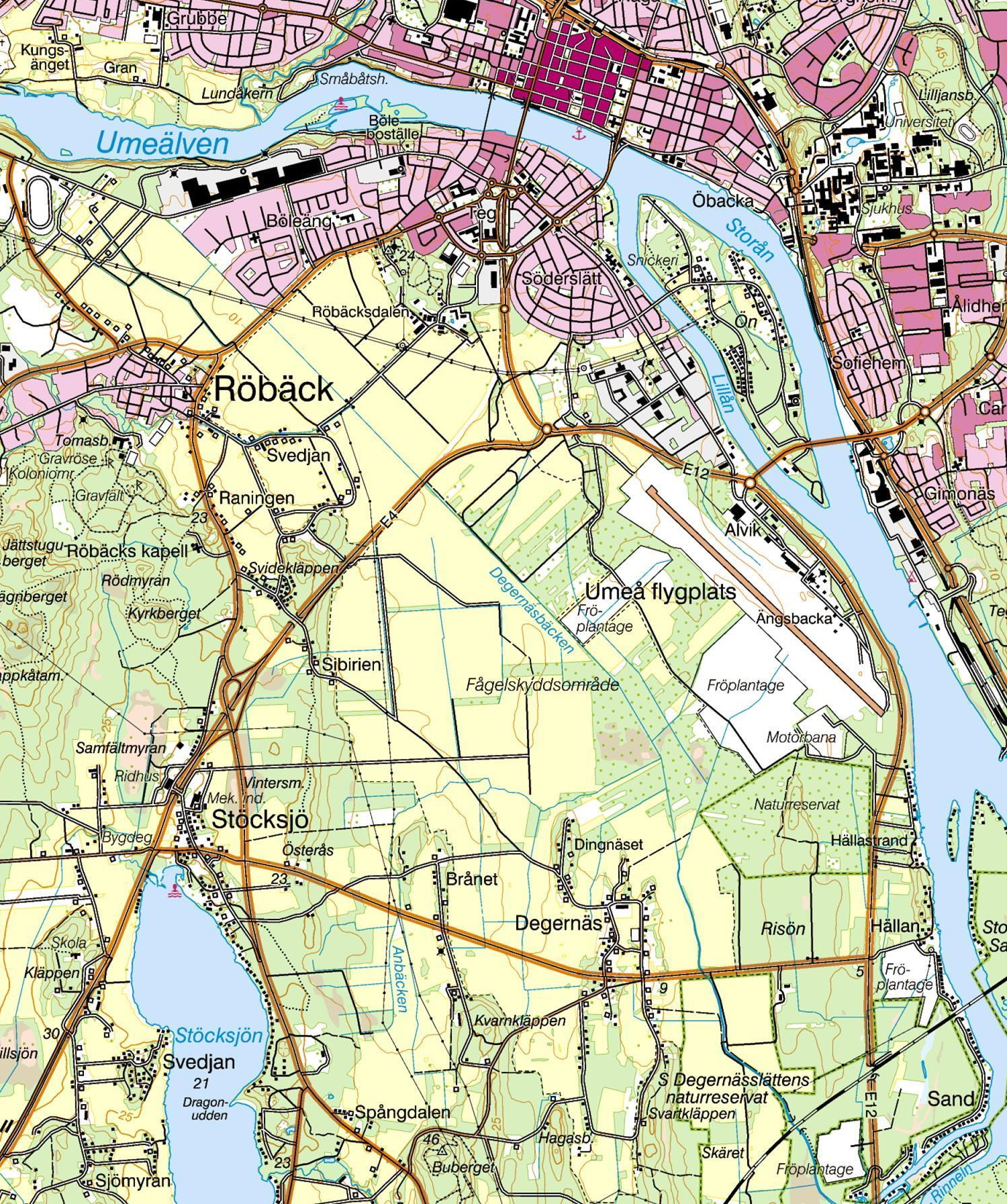
Karta över Röbäcksslätten (gult i mitten av bilden). Umeås tätort syns överst.

Röbäcksslätten är en jordbruksslätt strax söder om Umeå. Den är cirka 30 kvadratkilometer stor och den största jordbruksslätten i norra delen av Sverige.

## Beskrivning
Vid slätten ligger byarna Röbäck, Stöcksjö och Degernäs. I dess norra utkant breder Umeås bostadskvarter ut sig, på Söderslätt, där Ikea flyttat in under våren 2016, och i bostadsområdet Böleäng i (stadsdelen Teg). Två Europavägar, E12 och E4, korsar slätten, och Umeå flygplats är belägen i dess nordöstra utkant. Botniabanan skär genom dess sydligaste del. Röbäcksslätten gränsar i sydöst till Umeälven, och över slätten rinner den delvis dikeslagda Degernäsbäcken.
Slätten uppvisar en landskapsbild som är ganska ovanlig i Norrland, och mer påminner om de stora jordbruksslätterna i södra Sverige. Större delen av slätten är uppodlad, men här finns också en hel del träddungar och mindre skogspartier.

## Användning
Framförallt den södra delen av slätten, som ofta kallas Degernässlätten,  har ett rikt fågelliv, och är ett populärt utflyktsmål för fågelskådare. En del av slätten är klassad som fågelskyddsområde. En stor del av slätten ingår även i ett Natura 2000-område. Det stora antalet fåglar uppskattas dock inte av bönderna i området, som oroar sig för uppätna skördar.
Sveriges lantbruksuniversitet (SLU) har en försöksgård, Röbäcksdalen, i den norra delen av slätten.

## Bildgalleri

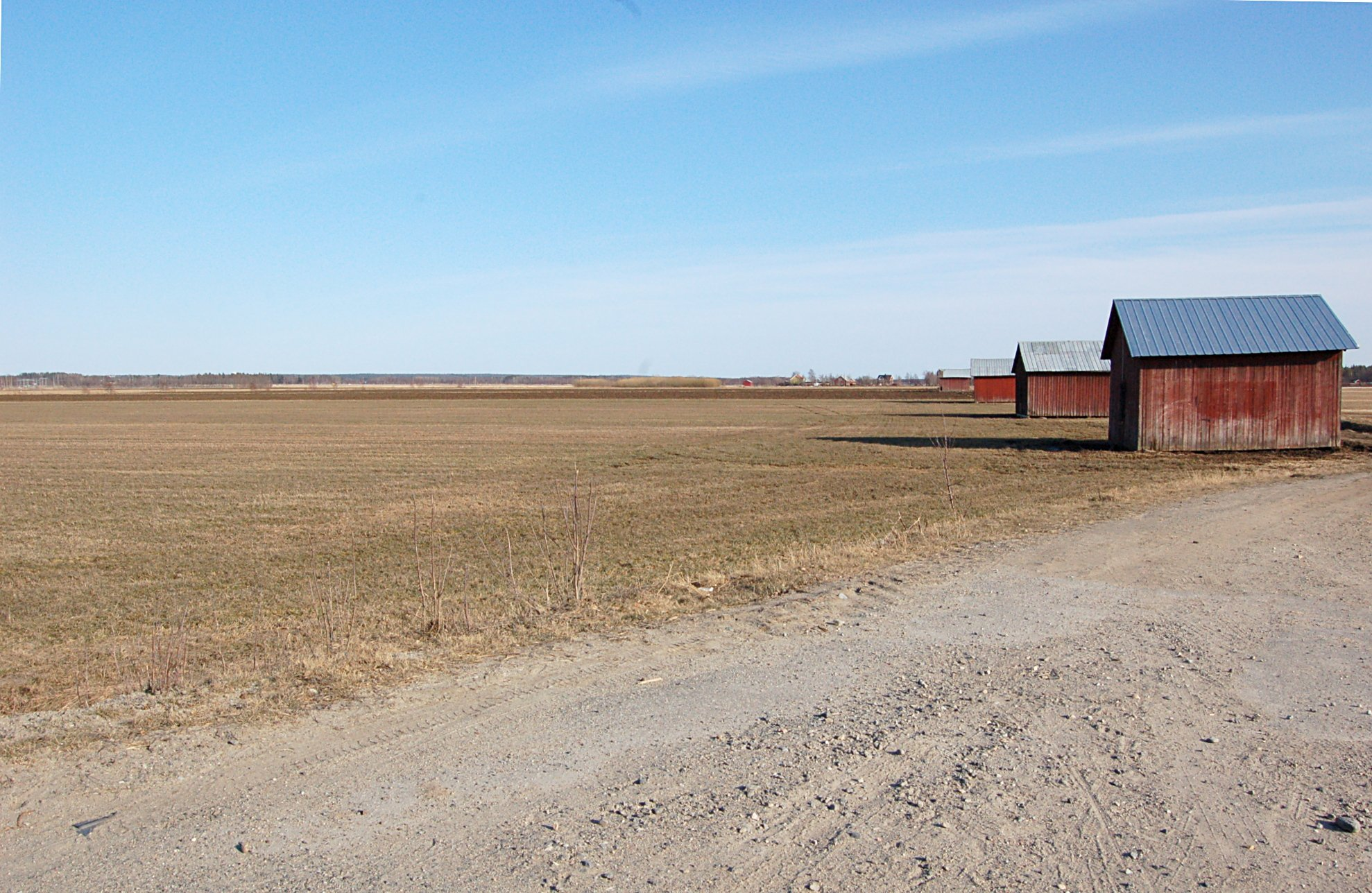
Röbäcksslätten i slutet av april.
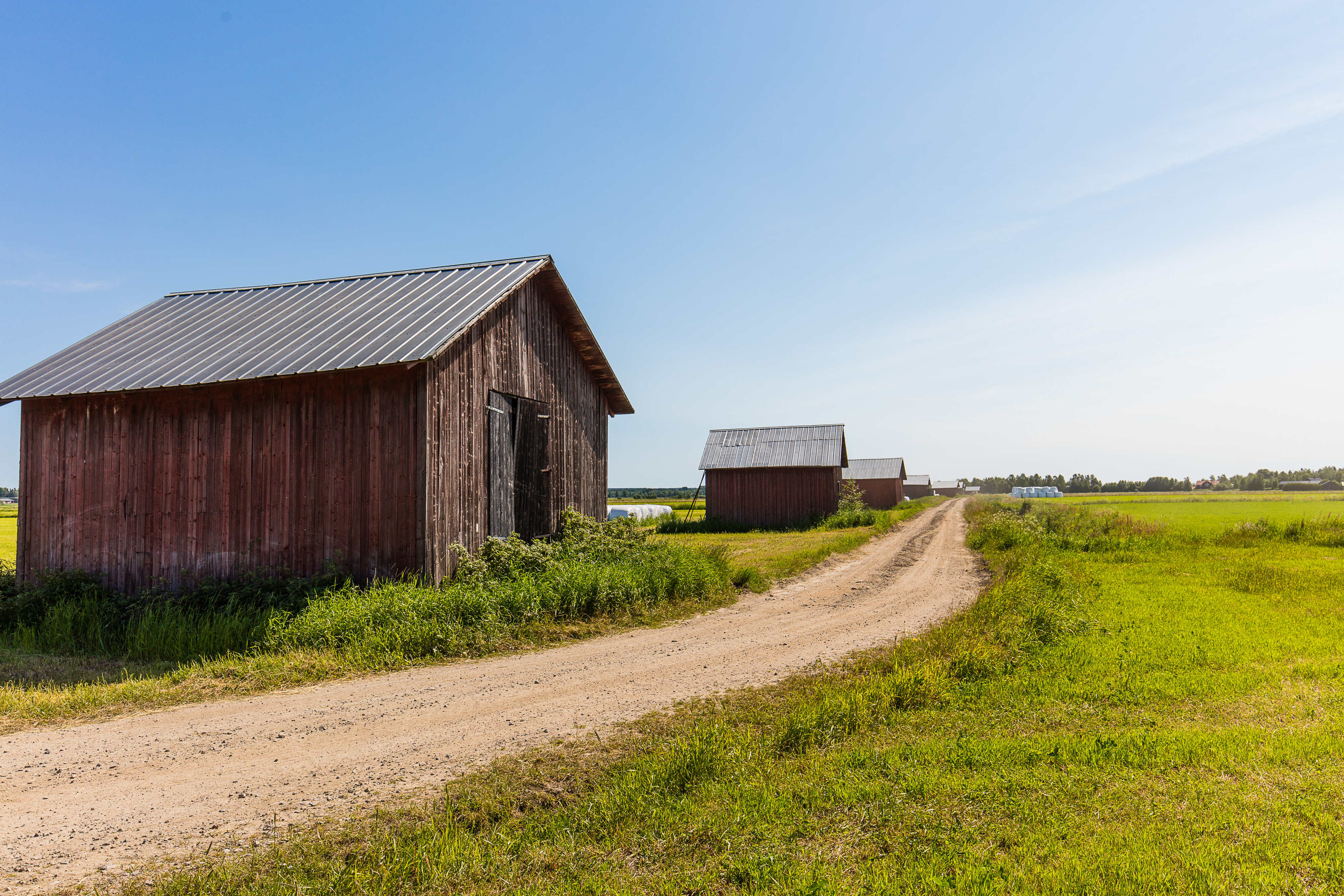
Lador på slätten (i juli).
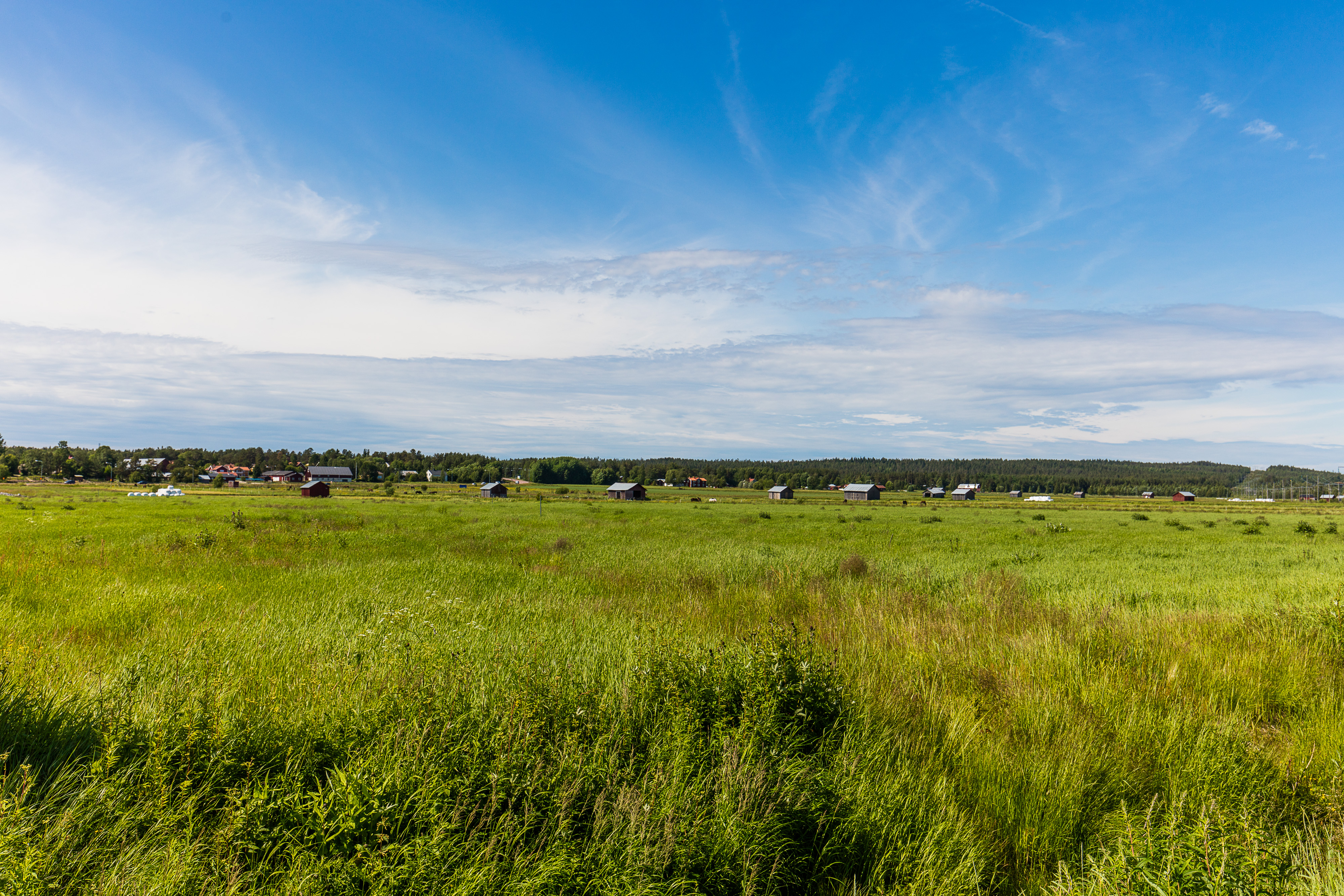
Ännu fler lador (i juli).